# Isla Tortuga (Perú)
Isla Tortuga es una pequeña isla peruana en la costa del océano Pacífico al norte de Lima, que posee una superficie de 134 hectáreas (equivalentes a 1,34 km²), 2 kilómetros de largo y una altura máxima de 143 metros sobre el nivel del mar, que se encuentra entre la isla Los Chimús y el islote La Viuda, y que administrativamente forma parte del Departamento de Ancash. Posee diversos tipos de aves y un clima tropical. 9°22.883′S 78°26.553′O / -9.381383, -78.442550